# Колосюк Василь Олександрович
Васи́ль Олекса́ндрович Колосю́к (*10 жовтня 1942, Ярешки — †16 грудня 2003) — заслужений будівельник, раціоналізатор, наставник. Народився в с. Ярешки, проживав у м.Київ.
Кавалер Ордена Трудової Слави II—ІІІ ст. Вся трудова діяльність пов'язана зі БМУ-2 «Київелектромонтаж», де працював бригадиром електромонтажників. Відомі будівельні об'єкти: УкрІНТЕІ, Клінічна лікарня «Феофанія», Національний Інститут серцево-судинної хірургії ім. М. М. Амосова, готель «Салют», Національна академія Служби безпеки України.

## Нагороди
- орден Трудової Слави ІІ ст.
- орден Трудової Слави ІІІ ст.
- медаль «Ветеран праці»